# Barbilophozia attenuata
Barbilophozia attenuata là một loài rêu trong họ Anastrophyllaceae. Loài này được Nees Loeske mô tả khoa học đầu tiên năm 1907.